# 氷魂
| ウィキペディアには「氷魂」という見出しの百科事典記事はありません（タイトルに「氷魂」を含むページの一覧/「氷魂」で始まるページの一覧）。 代わりにウィクショナリーのページ「氷魂」が役に立つかもしれません。 |